# Системні технології
«Системні технології» (Білорусь) — компанія-розробник програмного забезпечення, яка спеціалізується на розробці власних програмних продуктів для автоматизації діяльності банків і підприємств. Компанія входить до десятки найбільших виробників ПЗ білоруського Парку високих технологій.

## Історія
Компанія «Системные технологии» була створена у 1998 році. Спочатку у колектив входило 7 співробітників,які з 1995 року приймали безпосередню участь у створені Автоматизованої банківської системи.
У 2006 р. компанія «Системные технологии» стала резидентом  парку високих технологій та отримала сертифікат відповідності, задовольняючий, що система менеджменту якості компанії відповідає вимогам стандарту STB ISO 9001-2001.

## Продукти
У лінійку продуктів компанії входить програмне забезпечення для таких галузей економіки, як банківська діяльність, страхування, лізинг та промисловість. Воно включає в себе систему надання дистанційних електронних послуг, систему кредитного документообігу, автоматизацію процесів страхування, нафтозабезпечення, системи класу BI, BPM і CRM, фінансові сервіси та замовну розробку.

## Досягнення
У 2010 році відкрилася спільна творча лабораторія БДУІР та СТОВ «Системные технологии». Це спеціалізований підрозділ університету, створений для допомоги проектам-початківцям та компаніям у ІКТ-сфері.
У 2011 році компанія «Системные технологии» посіла перше місце серед компаній-резидентів ПВТ, постачальників рішень на білоруський ринок. Цього ж року компанія отримала нагороду за досягнення в галузі інформаційних технологій «Золотой байт-2010» у номінації «Лучший поставщик решений для белорусского рынка».
У 2012 році компанія отримала нагороду в номінації «Инвестор года» – головній номінації конкурсу «Золотой байт — 2011».
У 2014 році компанія удостоїлася звання переможця у номінації «Крупнейший поставщик решений для белорусского рынка» на церемонії вручення Національної премії «Золотой Байт-2014».
Компанія «Системные технологии» два роки поспіль (2015 та 2016 роки) ставала першою серед найбільших постачальників ІТ-послуг на білоруський ринок, а також увійшла до ТОП-10 компаній ПВТ за обсягом реалізації та до ТОП-10 найбільших за чисельністю компаній-резидентів за підсумками роботи ПВТ.

У 2017 році компанія стала переможцем у конкурсі «Хрустальная гарнитура» (м. Москва) у номінації «Партнер року з впровадження, інтеграції».

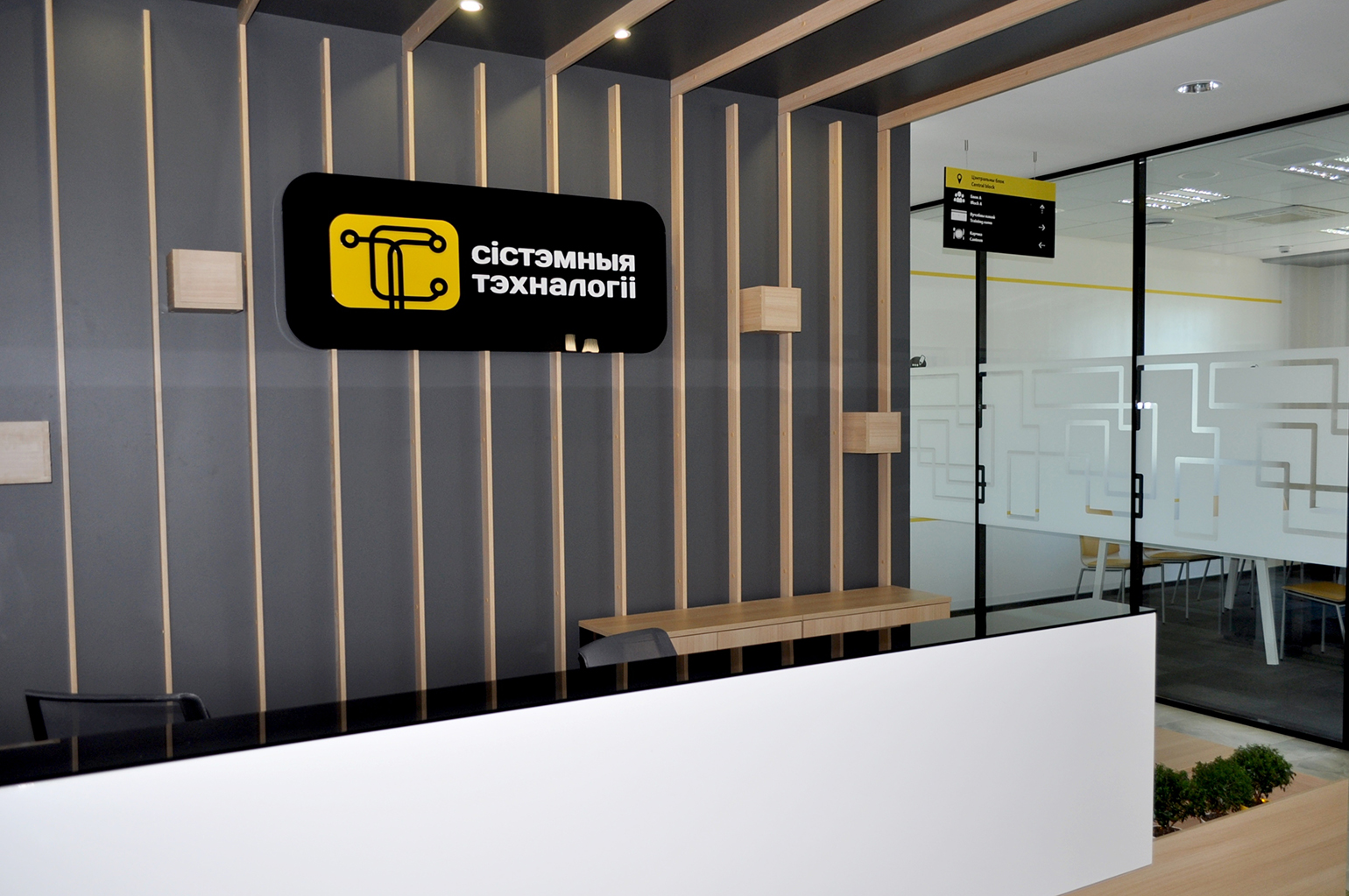

## Замовники
Сьогодні більше ніж 90% банків Білорусі користуються програмними рішеннями СТОВ «Системные технологии». Клієнтами компанії є провідні білоруські та зарубіжні банки та підприємства, такі як АСБ «Беларусбанк», ОАО «Пріорбанк», АО «Райффайзен Банк Аваль», Центральний банк Азербайджану, ОАО «АЗЕРИГАЗБАНК», ЗАО «Bank Standard» КБ, ОАО «Білзовнекономбанк», ОАО «БПС-Банк», ОАО «Білагропромбанк», ОАО «Білінвестбанк», РУП виробниче об’єднання «Білорусьнафта», ОАО «Криниця», СТОВ «Райффайзен-Лизинг» та інші.